# Seznam dílů pořadu Tele Tele
Toto je seznam dílů pořadu Tele Tele, vysílaného v letech 2000–2007 na TV Nova

## Přehled řad
| Řada | Díly | Premiéra       | Premiéra          |
| Řada | Díly | První díl      | Poslední díl      |
| ---- | ---- | -------------- | ----------------- |
| 1    | 19   | 16. února 2000 | 21. června 2000   |
| 2    | 44   | 6. září 2000   | 25. června 2001   |
| 3    | 43   | 3. září 2001   | 8. července 2002  |
| 4    | 42   | 9. září 2002   | 23. června 2003   |
| 5    | 43   | 7. září 2003   | 4. července 2004  |
| 6    | 41   | 12. září 2004  | 3. července 2005  |
| 7    | 15   | 11. září 2005  | 18. prosince 2005 |
| 8    | 42   | 7. září 2006   | 28. června 2007   |

## Seznam dílů

### První řada (2000)
| Č. v pořadu | Č. v řadě | Název   | Režie        | Scénář                          | Premiéra        | Prod. kód | Pořadí |
| ----------- | --------- | ------- | ------------ | ------------------------------- | --------------- | --------- | ------ |
| 1           | 2         | 1. díl  | Michael Čech | Richard Genzer, Michal Suchánek | 16. února 2000  | 101       | 1-01   |
| 2           | 2         | 2. díl  | Michael Čech | Richard Genzer, Michal Suchánek | 23. února 2000  | 102       | 1-02   |
| 3           | 3         | 3. díl  | Michael Čech | Richard Genzer, Michal Suchánek | 1. března 2000  | 103       | 1-03   |
| 4           | 4         | 4. díl  | Michael Čech | Richard Genzer, Michal Suchánek | 8. března 2000  | 104       | 1-04   |
| 5           | 5         | 5. díl  | Michael Čech | Richard Genzer, Michal Suchánek | 15. března 2000 | 105       | 1-05   |
| 6           | 6         | 6. díl  | Michael Čech | Richard Genzer, Michal Suchánek | 22. března 2000 | 106       | 1-06   |
| 7           | 7         | 7. díl  | Michael Čech | Richard Genzer, Michal Suchánek | 29. března 2000 | 107       | 1-07   |
| 8           | 8         | 8. díl  | Michael Čech | Richard Genzer, Michal Suchánek | 5. dubna 2000   | 108       | 1-08   |
| 9           | 9         | 9. díl  | Michael Čech | Richard Genzer, Michal Suchánek | 12. dubna 2000  | 109       | 1-09   |
| 10          | 10        | 10. díl | Michael Čech | Richard Genzer, Michal Suchánek | 19. dubna 2000  | 110       | 1-10   |
| 11          | 11        | 11. díl | Michael Čech | Richard Genzer, Michal Suchánek | 26. dubna 2000  | 111       | 1-11   |
| 12          | 12        | 12. díl | Michael Čech | Richard Genzer, Michal Suchánek | 3. května 2000  | 112       | 1-12   |
| 13          | 13        | 13. díl | Michael Čech | Richard Genzer, Michal Suchánek | 10. května 2000 | 113       | 1-13   |
| 14          | 14        | 14. díl | Michael Čech | Richard Genzer, Michal Suchánek | 17. května 2000 | 114       | 1-14   |
| 15          | 15        | 15. díl | Michael Čech | Richard Genzer, Michal Suchánek | 24. května 2000 | 115       | 1-15   |
| 16          | 16        | 16. díl | Michael Čech | Richard Genzer, Michal Suchánek | 31. května 2000 | 116       | 1-16   |
| 17          | 17        | 17. díl | Michael Čech | Richard Genzer, Michal Suchánek | 7. června 2000  | 117       | 1-17   |
| 18          | 18        | 18. díl | Michael Čech | Richard Genzer, Michal Suchánek | 14. června 2000 | 118       | 1-18   |
| 19          | 19        | 19. díl | Michael Čech | Richard Genzer, Michal Suchánek | 21. června 2000 | 119       | 1-19   |

### Druhá řada (2000–2001)
| Č. v pořadu | Č. v řadě | Název           | Režie        | Scénář                          | Premiéra           | Prod. kód | Pořadí |
| ----------- | --------- | --------------- | ------------ | ------------------------------- | ------------------ | --------- | ------ |
| 20          | 1         | 20. díl         | Michael Čech | Richard Genzer, Michal Suchánek | 6. září 2000       | 201       | 2-01   |
| 21          | 2         | 21. díl         | Michael Čech | Richard Genzer, Michal Suchánek | 13. září 2000      | 202       | 2-02   |
| 22          | 3         | 22. díl         | Michael Čech | Richard Genzer, Michal Suchánek | 20. září 2000      | 203       | 2-03   |
| 23          | 4         | 23. díl         | Michael Čech | Richard Genzer, Michal Suchánek | 27. září 2000      | 204       | 2-04   |
| 24          | 5         | 24. díl         | Michael Čech | Richard Genzer, Michal Suchánek | 4. října 2000      | 205       | 2-05   |
| 25          | 6         | 25. díl         | Michael Čech | Richard Genzer, Michal Suchánek | 11. října 2000     | 206       | 2-06   |
| 26          | 7         | 26. díl         | Michael Čech | Richard Genzer, Michal Suchánek | 18. října 2000     | 207       | 2-07   |
| 27          | 8         | 27. díl         | Michael Čech | Richard Genzer, Michal Suchánek | 25. října 2000     | 208       | 2-08   |
| 28          | 9         | 28. díl         | Michael Čech | Richard Genzer, Michal Suchánek | 1. listopadu 2000  | 209       | 2-09   |
| 29          | 10        | 29. díl         | Michael Čech | Richard Genzer, Michal Suchánek | 8. listopadu 2000  | 210       | 2-10   |
| 30          | 11        | 30. díl         | Michael Čech | Richard Genzer, Michal Suchánek | 15. listopadu 2000 | 211       | 2-11   |
| 31          | 12        | 31. díl         | Michael Čech | Richard Genzer, Michal Suchánek | 22. listopadu 2000 | 212       | 2-12   |
| 32          | 13        | 32. díl         | Michael Čech | Richard Genzer, Michal Suchánek | 29. listopadu 2000 | 213       | 2-13   |
| 33          | 14        | 33. díl         | Michael Čech | Richard Genzer, Michal Suchánek | 6. prosince 2000   | 214       | 2-14   |
| 34          | 15        | 34. díl         | Michael Čech | Richard Genzer, Michal Suchánek | 13. prosince 2000  | 215       | 2-15   |
| 35          | 16        | 35. díl         | Michael Čech | Richard Genzer, Michal Suchánek | 20. prosince 2000  | 216       | 2-16   |
| Speciál     | 17        | Vánoční speciál | Michael Čech | Richard Genzer, Michal Suchánek | 26. prosince 2000  | 217       | 2-17   |
| Speciál     | 18        | Střihák č. 1    | Michael Čech | Richard Genzer, Michal Suchánek | 30. prosince 2000  | 218       | 2-18   |
| Speciál     | 19        | Střihák č. 2    | Michael Čech | Richard Genzer, Michal Suchánek | 31. prosince 2000  | 219       | 2-19   |
| 36          | 20        | 36. díl         | Michael Čech | Richard Genzer, Michal Suchánek | 8. ledna 2001      | 220       | 2-20   |
| 37          | 21        | 37. díl         | Michael Čech | Richard Genzer, Michal Suchánek | 15. ledna 2001     | 221       | 2-21   |
| 38          | 22        | 38. díl         | Michael Čech | Richard Genzer, Michal Suchánek | 22. ledna 2001     | 222       | 2-22   |
| 39          | 23        | 39. díl         | Michael Čech | Richard Genzer, Michal Suchánek | 29. ledna 2001     | 223       | 2-23   |
| 40          | 24        | 40. díl         | Michael Čech | Richard Genzer, Michal Suchánek | 5. února 2001      | 224       | 2-24   |
| 41          | 25        | 41. díl         | Michael Čech | Richard Genzer, Michal Suchánek | 12. února 2001     | 225       | 2-25   |
| 42          | 26        | 42. díl         | Michael Čech | Richard Genzer, Michal Suchánek | 19. února 2001     | 226       | 2-26   |
| 43          | 27        | 43. díl         | Michael Čech | Richard Genzer, Michal Suchánek | 26. února 2001     | 227       | 2-27   |
| 44          | 28        | 44. díl         | Michael Čech | Richard Genzer, Michal Suchánek | 5. března 2001     | 228       | 2-28   |
| 45          | 29        | 45. díl         | Michael Čech | Richard Genzer, Michal Suchánek | 12. března 2001    | 229       | 2-29   |
| 46          | 30        | 46. díl         | Michael Čech | Richard Genzer, Michal Suchánek | 19. března 2001    | 230       | 2-30   |
| 47          | 31        | 47. díl         | Michael Čech | Richard Genzer, Michal Suchánek | 26. března 2001    | 231       | 2-31   |
| 48          | 32        | 48. díl         | Michael Čech | Richard Genzer, Michal Suchánek | 2. dubna 2001      | 232       | 2-32   |
| 49          | 33        | 49. díl         | Michael Čech | Richard Genzer, Michal Suchánek | 9. dubna 2001      | 233       | 2-33   |
| 50          | 34        | 50. díl         | Michael Čech | Richard Genzer, Michal Suchánek | 16. dubna 2001     | 234       | 2-34   |
| 51          | 35        | 51. díl         | Michael Čech | Richard Genzer, Michal Suchánek | 23. dubna 2001     | 235       | 2-35   |
| 52          | 36        | 52. díl         | Michael Čech | Richard Genzer, Michal Suchánek | 30. dubna 2001     | 236       | 2-36   |
| 53          | 37        | 53. díl         | Michael Čech | Richard Genzer, Michal Suchánek | 7. května 2001     | 237       | 2-37   |
| 54          | 38        | 54. díl         | Michael Čech | Richard Genzer, Michal Suchánek | 14. května 2001    | 238       | 2-38   |
| 55          | 39        | 55. díl         | Michael Čech | Richard Genzer, Michal Suchánek | 21. května 2001    | 239       | 2-39   |
| 56          | 40        | 56. díl         | Michael Čech | Richard Genzer, Michal Suchánek | 28. května 2001    | 240       | 2-40   |
| 57          | 41        | 57. díl         | Michael Čech | Richard Genzer, Michal Suchánek | 4. června 2001     | 241       | 2-41   |
| 58          | 42        | 58. díl         | Michael Čech | Richard Genzer, Michal Suchánek | 11. června 2001    | 242       | 2-42   |
| 59          | 43        | 59. díl         | Michael Čech | Richard Genzer, Michal Suchánek | 18. června 2001    | 243       | 2-43   |
| 60          | 44        | 60. díl         | Michael Čech | Richard Genzer, Michal Suchánek | 25. června 2001    | 244       | 2-44   |

### Třetí řada (2001–2002)
| Č. v pořadu | Č. v řadě | Název                      | Režie        | Scénář                          | Premiéra           | Prod. kód | Pořadí |
| ----------- | --------- | -------------------------- | ------------ | ------------------------------- | ------------------ | --------- | ------ |
| 61          | 1         | 61. díl                    | Michael Čech | Richard Genzer, Michal Suchánek | 3. září 2001       | 301       | 3-01   |
| 62          | 2         | 62. díl                    | Michael Čech | Richard Genzer, Michal Suchánek | 10. září 2001      | 302       | 3-02   |
| 63          | 3         | 63. díl                    | Michael Čech | Richard Genzer, Michal Suchánek | 17. září 2001      | 303       | 3-03   |
| 64          | 4         | 64. díl                    | Michael Čech | Richard Genzer, Michal Suchánek | 24. září 2001      | 304       | 3-04   |
| 65          | 5         | 65. díl                    | Michael Čech | Richard Genzer, Michal Suchánek | 1. října 2001      | 305       | 3-05   |
| 66          | 6         | 66. díl                    | Michael Čech | Richard Genzer, Michal Suchánek | 8. října 2001      | 306       | 3-06   |
| 67          | 7         | 67. díl                    | Michael Čech | Richard Genzer, Michal Suchánek | 15. října 2001     | 307       | 3-07   |
| 68          | 8         | 68. díl                    | Michael Čech | Richard Genzer Michal Suchánek  | 22. října 2001     | 308       | 3-08   |
| 69          | 9         | 69. díl                    | Michael Čech | Richard Genzer, Michal Suchánek | 29. října 2001     | 309       | 3-09   |
| 70          | 10        | 70. díl                    | Michael Čech | Richard Genzer, Michal Suchánek | 5. listopadu 2001  | 310       | 3-10   |
| 71          | 11        | 71. díl                    | Michael Čech | Richard Genzer, Michal Suchánek | 12. listopadu 2001 | 311       | 3-11   |
| 72          | 12        | 72. díl                    | Michael Čech | Richard Genzer, Michal Suchánek | 19. listopadu 2001 | 312       | 3-12   |
| 73          | 13        | 73. díl                    | Michael Čech | Richard Genzer, Michal Suchánek | 26. listopadu 2001 | 313       | 3-13   |
| 74          | 14        | 74. díl                    | Michael Čech | Richard Genzer, Michal Suchánek | 3. prosince 2001   | 314       | 3-14   |
| 75          | 15        | 75. díl                    | Michael Čech | Richard Genzer, Michal Suchánek | 10. prosince 2001  | 315       | 3-15   |
| Speciál     | 16        | To nejhorší z Telenovin    | Michael Čech | Richard Genzer, Michal Suchánek | 17. prosince 2001  | 316       | 3-16   |
| Speciál     | 17        | Vánoční speciál            | Michael Čech | Richard Genzer, Michal Suchánek | 26. prosince 2001  | 317       | 3-17   |
| 76          | 18        | 76. díl                    | Michael Čech | Richard Genzer, Michal Suchánek | 7. ledna 2002      | 318       | 3-18   |
| 77          | 19        | 77. díl                    | Michael Čech | Richard Genzer, Michal Suchánek | 14. ledna 2002     | 319       | 3-19   |
| 78          | 20        | 78. díl                    | Michael Čech | Richard Genzer, Michal Suchánek | 21. ledna 2002     | 320       | 3-20   |
| 79          | 21        | 79. díl (Zlatý Tchoř 2002) | Michael Čech | Richard Genzer, Michal Suchánek | 28. ledna 2002     | 321       | 3-21   |
| Speciál     | 22        | Policejní speciál          | Michael Čech | Richard Genzer, Michal Suchánek | 4. února 2002      | 322       | 3-22   |
| Speciál     | 23        | Sportovní speciál          | Michael Čech | Richard Genzer, Michal Suchánek | 11. února 2002     | 323       | 3-23   |
| 80          | 24        | 80. díl                    | Michael Čech | Richard Genzer, Michal Suchánek | 18. února 2002     | 324       | 3-24   |
| 81          | 25        | 81. díl                    | Michael Čech | Richard Genzer, Michal Suchánek | 25. února 2002     | 325       | 3-25   |
| 82          | 26        | 82. díl                    | Michael Čech | Richard Genzer, Michal Suchánek | 4. března 2002     | 326       | 3-26   |
| 83          | 27        | 83. díl                    | Michael Čech | Richard Genzer, Michal Suchánek | 11. března 2002    | 327       | 3-27   |
| 84          | 28        | 84. díl                    | Michael Čech | Richard Genzer, Michal Suchánek | 18. března 2002    | 328       | 3-28   |
| 85          | 29        | 85. díl                    | Michael Čech | Richard Genzer, Michal Suchánek | 25. března 2002    | 329       | 3-29   |
| 86          | 30        | 86. díl                    | Michael Čech | Richard Genzer, Michal Suchánek | 8. dubna 2002      | 330       | 3-30   |
| 87          | 31        | 87. díl                    | Michael Čech | Richard Genzer, Michal Suchánek | 15. dubna 2002     | 331       | 3-31   |
| 88          | 32        | 88. díl                    | Michael Čech | Richard Genzer, Michal Suchánek | 22. dubna 2002     | 332       | 3-32   |
| 89          | 33        | 89. díl                    | Michael Čech | Richard Genzer, Michal Suchánek | 29. dubna 2002     | 333       | 3-33   |
| 90          | 34        | 90. díl                    | Michael Čech | Richard Genzer, Michal Suchánek | 6. května 2002     | 334       | 3-34   |
| 91          | 35        | 91. díl                    | Michael Čech | Richard Genzer, Michal Suchánek | 13. května 2002    | 335       | 3-35   |
| 92          | 36        | 92. díl                    | Michael Čech | Richard Genzer, Michal Suchánek | 20. května 2002    | 336       | 3-36   |
| 93          | 37        | 93. díl                    | Michael Čech | Richard Genzer, Michal Suchánek | 27. května 2002    | 337       | 3-37   |
| 94          | 38        | 94. díl                    | Michael Čech | Richard Genzer, Michal Suchánek | 3. června 2002     | 338       | 3-38   |
| 95          | 39        | 95. díl                    | Michael Čech | Richard Genzer, Michal Suchánek | 10. června 2002    | 339       | 3-39   |
| 96          | 40        | 96. díl                    | Michael Čech | Richard Genzer, Michal Suchánek | 17. června 2002    | 340       | 3-40   |
| 97          | 41        | 97. díl                    | Michael Čech | Richard Genzer, Michal Suchánek | 24. června 2002    | 341       | 3-41   |
| Speciál     | 42        | Sexuální speciál           | Michael Čech | Richard Genzer, Michal Suchánek | 1. července 2002   | 342       | 3-42   |
| Speciál     | 43        | Celebrity a jiné hvězdy    | Michael Čech | Richard Genzer, Michal Suchánek | 8. července 2002   | 343       | 3-43   |

### Čtvrtá řada (2002–2003)
| Č. v pořadu | Č. v řadě | Název                                                                        | Režie        | Scénář                          | Premiéra           | Prod. kód | Pořadí |
| ----------- | --------- | ---------------------------------------------------------------------------- | ------------ | ------------------------------- | ------------------ | --------- | ------ |
| 98          | 1         | 98. díl                                                                      | Michael Čech | Richard Genzer, Michal Suchánek | 9. září 2002       | 401       | 4-01   |
| 99          | 2         | 99. díl                                                                      | Michael Čech | Richard Genzer, Michal Suchánek | 16. září 2002      | 402       | 4-02   |
| 100         | 3         | 100. díl - (Speciál)                                                         | Michael Čech | Richard Genzer, Michal Suchánek | 23. září 2002      | 403       | 4-03   |
| 101         | 4         | 101. díl                                                                     | Michael Čech | Richard Genzer, Michal Suchánek | 30. září 2002      | 404       | 4-04   |
| 102         | 5         | 102. díl                                                                     | Michael Čech | Richard Genzer, Michal Suchánek | 7. října 2002      | 405       | 4-05   |
| 103         | 6         | 103. díl                                                                     | Michael Čech | Richard Genzer, Michal Suchánek | 14. října 2002     | 406       | 4-06   |
| 104         | 7         | 104. díl                                                                     | Michael Čech | Richard Genzer, Michal Suchánek | 21. října 2002     | 407       | 4-07   |
| 105         | 8         | 105. díl                                                                     | Michael Čech | Richard Genzer, Michal Suchánek | 28. října 2002     | 407       | 4-08   |
| 106         | 9         | 106. díl                                                                     | Michael Čech | Richard Genzer, Michal Suchánek | 4. listopadu 2002  | 409       | 4-09   |
| 107         | 10        | 107. díl                                                                     | Michael Čech | Richard Genzer, Michal Suchánek | 11. listopadu 2002 | 410       | 4-10   |
| 108         | 11        | 108. díl                                                                     | Michael Čech | Richard Genzer, Michal Suchánek | 18. listopadu 2002 | 411       | 4-11   |
| 109         | 12        | 109. díl                                                                     | Michael Čech | Richard Genzer, Michal Suchánek | 25. listopadu 2002 | 412       | 4-12   |
| 110         | 13        | 110. díl                                                                     | Michael Čech | Richard Genzer, Michal Suchánek | 2. prosince 2002   | 413       | 4-13   |
| 111         | 14        | 111. díl                                                                     | Michael Čech | Richard Genzer, Michal Suchánek | 9. prosince 2002   | 414       | 4-14   |
| 112         | 15        | 112. díl                                                                     | Michael Čech | Richard Genzer, Michal Suchánek | 16. prosince 2002  | 415       | 4-15   |
| Speciál     | 16        | Vánoční speciál                                                              | Michael Čech | Richard Genzer, Michal Suchánek | 23. prosince 2002  | 416       | 4-16   |
| Speciál     | 17        | Silvestrovský speciál                                                        | Michael Čech | Richard Genzer, Michal Suchánek | 30. prosince 2002  | 417       | 4-17   |
| 113         | 18        | 113. díl                                                                     | Michael Čech | Richard Genzer, Michal Suchánek | 6. ledna 2003      | 418       | 4-18   |
| 114         | 19        | 114. díl                                                                     | Michael Čech | Richard Genzer, Michal Suchánek | 13. ledna 2003     | 419       | 4-19   |
| 115         | 20        | 115. díl                                                                     | Michael Čech | Richard Genzer, Michal Suchánek | 20. ledna 2003     | 420       | 4-20   |
| 116         | 21        | 116. díl                                                                     | Michael Čech | Richard Genzer, Michal Suchánek | 27. ledna 2003     | 421       | 4-21   |
| 117         | 22        | 117. díl                                                                     | Ondřej Sokol | Richard Genzer, Michal Suchánek | 3. února 2003      | 422       | 4-22   |
| 118         | 23        | 118. díl                                                                     | Ondřej Sokol | Richard Genzer, Michal Suchánek | 10. února 2003     | 423       | 4-23   |
| 119         | 24        | 119. díl                                                                     | Ondřej Sokol | Richard Genzer, Michal Suchánek | 17. února 2003     | 424       | 4-24   |
| 120         | 25        | 120. díl                                                                     | Ondřej Sokol | Richard Genzer, Michal Suchánek | 24. února 2003     | 425       | 4-25   |
| 121         | 26        | 121. díl                                                                     | Ondřej Sokol | Richard Genzer, Michal Suchánek | 3. března 2003     | 426       | 4-26   |
| Speciál     | 27        | Sportovec roku 2003                                                          | Ondřej Sokol | Richard Genzer, Michal Suchánek | 10. března 2003    | 427       | 4-27   |
| 122         | 28        | 122. díl                                                                     | Ondřej Sokol | Richard Genzer, Michal Suchánek | 17. března 2003    | 428       | 4-28   |
| 123         | 29        | 123. díl                                                                     | Ondřej Sokol | Richard Genzer, Michal Suchánek | 24. března 2003    | 429       | 4-29   |
| 124         | 30        | 124. díl                                                                     | Ondřej Sokol | Richard Genzer, Michal Suchánek | 31. března 2003    | 430       | 4-30   |
| Speciál     | 31        | Zlatý Tchoř 2003                                                             | Ondřej Sokol | Richard Genzer, Michal Suchánek | 7. dubna 2003      | 431       | 4-31   |
| 125         | 32        | 125. díl                                                                     | Ondřej Sokol | Richard Genzer, Michal Suchánek | 14. dubna 2003     | 432       | 4-32   |
| 126         | 33        | 126. díl - (Velikonoční díl)                                                 | Ondřej Sokol | Richard Genzer, Michal Suchánek | 21. dubna 2003     | 433       | 4-33   |
| 127         | 34        | 127. díl                                                                     | Ondřej Sokol | Richard Genzer, Michal Suchánek | 28. dubna 2003     | 434       | 4-34   |
| Speciál     | 35        | Řez politickou scénou                                                        | Ondřej Sokol | Richard Genzer, Michal Suchánek | 5. května 2003     | 435       | 4-35   |
| 128         | 36        | 128. díl                                                                     | Ondřej Sokol | Richard Genzer, Michal Suchánek | 12. května 2003    | 436       | 4-36   |
| 129         | 37        | 129. díl                                                                     | Ondřej Sokol | Richard Genzer, Michal Suchánek | 19. května 2003    | 437       | 4-37   |
| 130         | 38        | 130. díl                                                                     | Ondřej Sokol | Richard Genzer, Michal Suchánek | 26. května 2003    | 438       | 4-38   |
| Speciál     | 39        | Nepovedené záběry (Opravdu může v demokracii na obrazovce vystupovat každý?) | Ondřej Sokol | Richard Genzer, Michal Suchánek | 2. června 2003     | 439       | 4-39   |
| 131         | 40        | 131. díl                                                                     | Ondřej Sokol | Richard Genzer, Michal Suchánek | 9. června 2003     | 440       | 4-40   |
| 132         | 41        | 132. díl                                                                     | Ondřej Sokol | Richard Genzer, Michal Suchánek | 16. června 2003    | 441       | 4-41   |
| 133         | 42        | 133. díl                                                                     | Ondřej Sokol | Richard Genzer, Michal Suchánek | 23. června 2003    | 442       | 4-42   |

### Pátá řada (2003–2004)
| Č. v pořadu | Č. v řadě | Název                           | Režie        | Scénář                          | Premiéra           | Prod. kód | Pořadí |
| ----------- | --------- | ------------------------------- | ------------ | ------------------------------- | ------------------ | --------- | ------ |
| 134         | 1         | 134. díl                        | Ondřej Sokol | Richard Genzer, Michal Suchánek | 7. září 2003       | 501       | 5-01   |
| 135         | 2         | 135. díl                        | Ondřej Sokol | Richard Genzer, Michal Suchánek | 14. září 2003      | 502       | 5-02   |
| 136         | 3         | 136. díl                        | Ondřej Sokol | Richard Genzer, Michal Suchánek | 21. září 2003      | 503       | 5-03   |
| 137         | 4         | 137. díl                        | Ondřej Sokol | Richard Genzer, Michal Suchánek | 28. září 2003      | 504       | 5-04   |
| 138         | 5         | 138. díl                        | Ondřej Sokol | Richard Genzer, Michal Suchánek | 5. října 2003      | 505       | 5-05   |
| 139         | 6         | 139. díl                        | Ondřej Sokol | Richard Genzer, Michal Suchánek | 12. října 2003     | 506       | 5-06   |
| 140         | 7         | 140. díl                        | Ondřej Sokol | Richard Genzer, Michal Suchánek | 19. října 2003     | 507       | 5-07   |
| 141         | 8         | 141. díl                        | Ondřej Sokol | Richard Genzer, Michal Suchánek | 26. října 2003     | 508       | 5-08   |
| 142         | 9         | 142. díl                        | Ondřej Sokol | Richard Genzer, Michal Suchánek | 2. listopadu 2003  | 509       | 5-09   |
| 143         | 10        | 143. díl                        | Ondřej Sokol | Richard Genzer, Michal Suchánek | 9. listopadu 2003  | 510       | 5-10   |
| 144         | 11        | 144. díl                        | Ondřej Sokol | Richard Genzer, Michal Suchánek | 16. listopadu 2003 | 511       | 5-11   |
| 145         | 12        | 145. díl                        | Ondřej Sokol | Richard Genzer, Michal Suchánek | 23. listopadu 2003 | 512       | 5-12   |
| 146         | 13        | 146. díl                        | Ondřej Sokol | Richard Genzer, Michal Suchánek | 30. listopadu 2003 | 513       | 5-13   |
| 147         | 14        | 147. díl                        | Ondřej Sokol | Richard Genzer, Michal Suchánek | 7. prosince 2003   | 514       | 5-14   |
| 148         | 15        | 148. díl                        | Ondřej Sokol | Richard Genzer, Michal Suchánek | 14. prosince 2003  | 515       | 5-15   |
| Speciál     | 16        | Silvestr 2003                   | Ondřej Sokol | Richard Genzer, Michal Suchánek | 31. prosince 2003  | 516       | 5-16   |
| 149         | 17        | 149. díl                        | Ondřej Sokol | Richard Genzer, Michal Suchánek | 4. ledna 2004      | 517       | 5-17   |
| 150         | 18        | 150. díl                        | Ondřej Sokol | Richard Genzer, Michal Suchánek | 11. ledna 2004     | 518       | 5-18   |
| 151         | 19        | 151. díl                        | Ondřej Sokol | Richard Genzer, Michal Suchánek | 18. ledna 2004     | 519       | 5-19   |
| 152         | 20        | 152. díl                        | Ondřej Sokol | Richard Genzer, Michal Suchánek | 25. ledna 2004     | 520       | 5-20   |
| 153         | 21        | 153. díl                        | Ondřej Sokol | Richard Genzer, Michal Suchánek | 1. února 2004      | 521       | 5-21   |
| 154         | 22        | 154. díl                        | Ondřej Sokol | Richard Genzer, Michal Suchánek | 8. února 2004      | 522       | 5-22   |
| 155         | 23        | 155. díl                        | Ondřej Sokol | Richard Genzer, Michal Suchánek | 15. února 2004     | 523       | 5-23   |
| 156         | 24        | 156. díl                        | Ondřej Sokol | Richard Genzer, Michal Suchánek | 22. února 2004     | 524       | 5-24   |
| 157         | 25        | 157. díl                        | Ondřej Sokol | Richard Genzer, Michal Suchánek | 29. února 2004     | 525       | 5-25   |
| 158         | 26        | 158. díl                        | Ondřej Sokol | Richard Genzer, Michal Suchánek | 7. března 2004     | 526       | 5-26   |
| 159         | 27        | 159. díl                        | Ondřej Sokol | Richard Genzer, Michal Suchánek | 14. března 2004    | 527       | 5-27   |
| 160         | 28        | 160. díl                        | Ondřej Sokol | Richard Genzer, Michal Suchánek | 21. března 2004    | 528       | 5-28   |
| 161         | 29        | 161. díl                        | Ondřej Sokol | Richard Genzer, Michal Suchánek | 28. března 2004    | 529       | 5-29   |
| 162         | 30        | 162. díl                        | Ondřej Sokol | Richard Genzer, Michal Suchánek | 4. dubna 2004      | 530       | 5-30   |
| 163         | 31        | 163. díl                        | Ondřej Sokol | Richard Genzer, Michal Suchánek | 11. dubna 2004     | 531       | 5-31   |
| 164         | 32        | 164. díl                        | Ondřej Sokol | Richard Genzer, Michal Suchánek | 18. dubna 2004     | 532       | 5-32   |
| 165         | 33        | 165. díl                        | Ondřej Sokol | Richard Genzer, Michal Suchánek | 25. dubna 2004     | 533       | 5-33   |
| 166         | 34        | 166. díl                        | Ondřej Sokol | Richard Genzer, Michal Suchánek | 2. května 2004     | 534       | 5-34   |
| Speciál     | 35        | Milada Kopečková - žena a matka | Ondřej Sokol | Richard Genzer, Michal Suchánek | 9. května 2004     | 535       | 5-35   |
| 167         | 36        | 167. díl                        | Ondřej Sokol | Richard Genzer, Michal Suchánek | 16. května 2004    | 536       | 5-36   |
| 168         | 37        | 168. díl                        | Ondřej Sokol | Richard Genzer, Michal Suchánek | 23. května 2004    | 537       | 5-37   |
| 169         | 38        | 169. díl                        | Ondřej Sokol | Richard Genzer, Michal Suchánek | 30. května 2004    | 538       | 5-38   |
| 170         | 39        | 170. díl                        | Ondřej Sokol | Richard Genzer, Michal Suchánek | 6. června 2004     | 539       | 5-39   |
| 171         | 40        | 171. díl                        | Ondřej Sokol | Richard Genzer, Michal Suchánek | 13. června 2004    | 540       | 5-40   |
| 172         | 41        | 172. díl                        | Ondřej Sokol | Richard Genzer, Michal Suchánek | 20. června 2004    | 541       | 5-41   |
| 173         | 42        | 173. díl                        | Ondřej Sokol | Richard Genzer, Michal Suchánek | 27. června 2004    | 542       | 5-42   |
| Speciál     | 43        | Jak se točí Teleblbís           | Ondřej Sokol | Richard Genzer, Michal Suchánek | 4. července 2004   | 543       | 5-43   |

### Šestá řada (2004–2005)
| Č. v pořadu | Č. v řadě | Název                          | Režie        | Scénář                          | Premiéra           | Prod. kód | Pořadí |
| ----------- | --------- | ------------------------------ | ------------ | ------------------------------- | ------------------ | --------- | ------ |
| 174         | 1         | 174. díl                       | Ondřej Sokol | Richard Genzer, Michal Suchánek | 12. září 2004      | 601       | 6-01   |
| 175         | 2         | 175. díl                       | Ondřej Sokol | Richard Genzer, Michal Suchánek | 19. září 2004      | 602       | 6-02   |
| 176         | 3         | 176. díl                       | Ondřej Sokol | Richard Genzer, Michal Suchánek | 26. září 2004      | 603       | 6-03   |
| Speciál     | 4         | Sláva českým podnikatelům!     | Ondřej Sokol | Richard Genzer, Michal Suchánek | 3. října 2004      | 604       | 6-04   |
| 177         | 5         | 177. díl                       | Ondřej Sokol | Richard Genzer, Michal Suchánek | 10. října 2004     | 605       | 6-05   |
| 178         | 6         | 178. díl                       | Ondřej Sokol | Richard Genzer, Michal Suchánek | 17. října 2004     | 606       | 6-06   |
| 179         | 7         | 179. díl                       | Ondřej Sokol | Richard Genzer, Michal Suchánek | 24. října 2004     | 607       | 6-07   |
| 180         | 8         | 180. díl                       | Ondřej Sokol | Richard Genzer, Michal Suchánek | 31. října 2004     | 608       | 6-08   |
| 181         | 9         | 181. díl                       | Ondřej Sokol | Richard Genzer, Michal Suchánek | 7. listopadu 2004  | 609       | 6-09   |
| 182         | 10        | 182. díl                       | Ondřej Sokol | Richard Genzer, Michal Suchánek | 14. listopadu 2004 | 610       | 6-10   |
| 183         | 11        | 183. díl                       | Ondřej Sokol | Richard Genzer, Michal Suchánek | 21. listopadu 2004 | 611       | 6-11   |
| 184         | 12        | 183. díl                       | Ondřej Sokol | Richard Genzer, Michal Suchánek | 28. listopadu 2004 | 612       | 6-12   |
| 185         | 13        | 184. díl                       | Ondřej Sokol | Richard Genzer, Michal Suchánek | 5. prosince 2004   | 613       | 6-13   |
| 186         | 14        | 186. díl                       | Ondřej Sokol | Richard Genzer, Michal Suchánek | 12. prosince 2004  | 614       | 6-14   |
| 187         | 15        | 187. díl                       | Ondřej Sokol | Richard Genzer, Michal Suchánek | 19. prosince 2004  | 615       | 6-15   |
| Speciál     | 16        | Vánoční nadílka                | Ondřej Sokol | Richard Genzer, Michal Suchánek | 24. prosince 2004  | 616       | 6-16   |
| Speciál     | 17        | Dobrý večer u Prtků            | Ondřej Sokol | Richard Genzer, Michal Suchánek | 9. ledna 2005      | 617       | 6-17   |
| 188         | 18        | 188. díl                       | Ondřej Sokol | Richard Genzer, Michal Suchánek | 16. ledna 2005     | 618       | 6-18   |
| 189         | 19        | 189. díl                       | Ondřej Sokol | Richard Genzer, Michal Suchánek | 23. ledna 2005     | 619       | 6-19   |
| 190         | 20        | 190. díl                       | Ondřej Sokol | Richard Genzer, Michal Suchánek | 30. ledna 2005     | 620       | 6-20   |
| 191         | 21        | 191. díl                       | Ondřej Sokol | Richard Genzer, Michal Suchánek | 6. února 2005      | 621       | 6-21   |
| 192         | 22        | 192. díl                       | Ondřej Sokol | Richard Genzer, Michal Suchánek | 13. února 2005     | 622       | 6-22   |
| 193         | 23        | 193. díl                       | Ondřej Sokol | Richard Genzer, Michal Suchánek | 20. února 2005     | 623       | 6-23   |
| 194         | 24        | 194. díl - (Reklamace 2005)    | Ondřej Sokol | Richard Genzer, Michal Suchánek | 27. února 2005     | 624       | 6-24   |
| 195         | 25        | 195. díl                       | Ondřej Sokol | Richard Genzer, Michal Suchánek | 6. března 2005     | 625       | 6-25   |
| 196         | 26        | 196. díl                       | Ondřej Sokol | Richard Genzer, Michal Suchánek | 13. března 2005    | 626       | 6-26   |
| 197         | 27        | 197. díl                       | Ondřej Sokol | Richard Genzer, Michal Suchánek | 20. března 2005    | 627       | 6-27   |
| 198         | 28        | 198. díl                       | Ondřej Sokol | Richard Genzer, Michal Suchánek | 27. března 2005    | 628       | 6-28   |
| 199         | 29        | 199. díl                       | Ondřej Sokol | Richard Genzer, Michal Suchánek | 3. dubna 2005      | 629       | 6-29   |
| 200         | 30        | 200. díl (Zlatý Tchoř 2005)    | Ondřej Sokol | Richard Genzer, Michal Suchánek | 10. dubna 2005     | 630       | 6-30   |
| 201         | 31        | 201. díl                       | Ondřej Sokol | Richard Genzer, Michal Suchánek | 17. dubna 2005     | 631       | 6-31   |
| 202         | 32        | 202. díl                       | Ondřej Sokol | Richard Genzer, Michal Suchánek | 24. dubna 2005     | 632       | 6-32   |
| 203         | 33        | 203. díl                       | Ondřej Sokol | Richard Genzer, Michal Suchánek | 1. května 2005     | 633       | 6-33   |
| 204         | 34        | 204. díl                       | Ondřej Sokol | Richard Genzer, Michal Suchánek | 8. května 2005     | 634       | 6-34   |
| 205         | 35        | 205. díl                       | Ondřej Sokol | Richard Genzer, Michal Suchánek | 15. května 2005    | 635       | 6-35   |
| 206         | 36        | 206. díl                       | Ondřej Sokol | Richard Genzer, Michal Suchánek | 22. května 2005    | 636       | 6-36   |
| 207         | 37        | 207. díl                       | Ondřej Sokol | Richard Genzer, Michal Suchánek | 29. května 2005    | 637       | 6-37   |
| 208         | 38        | 208. díl                       | Ondřej Sokol | Richard Genzer, Michal Suchánek | 5. června 2005     | 638       | 6-38   |
| 209         | 39        | 209. díl                       | Ondřej Sokol | Richard Genzer, Michal Suchánek | 12. června 2005    | 639       | 6-39   |
| 210         | 40        | 210. díl                       | Ondřej Sokol | Richard Genzer, Michal Suchánek | 19. června 2005    | 640       | 6-40   |
| Speciál     | 40        | Zastaveníčko (lidová přísloví) | Ondřej Sokol | Richard Genzer, Michal Suchánek | 26. června 2005    | 640       | 6-40   |
| Speciál     | 41        | Letní střihák                  | Ondřej Sokol | Richard Genzer, Michal Suchánek | 3. července 2005   | 641       | 6-41   |

### Sedmá řada (2005)
| Č. v pořadu | Č. v řadě | Název                          | Režie        | Scénář                         | Premiéra           | Prod. kód | Pořadí |
| ----------- | --------- | ------------------------------ | ------------ | ------------------------------ | ------------------ | --------- | ------ |
| 211         | 1         | 211. díl                       | Ondřej Sokol | Richard Genzer Michal Suchánek | 11. září 2005      | 701       | 7-01   |
| 212         | 2         | 212. díl                       | Ondřej Sokol | Richard Genzer Michal Suchánek | 18. září 2005      | 702       | 7-02   |
| 213         | 3         | 213. díl                       | Ondřej Sokol | Richard Genzer Michal Suchánek | 25. září 2005      | 703       | 7-03   |
| 214         | 4         | 214. díl                       | Ondřej Sokol | Richard Genzer Michal Suchánek | 2. října 2005      | 704       | 7-04   |
| 215         | 5         | 215. díl                       | Ondřej Sokol | Richard Genzer Michal Suchánek | 9. října 2005      | 705       | 7-05   |
| 216         | 6         | 216. díl                       | Ondřej Sokol | Richard Genzer Michal Suchánek | 16. října 2005     | 706       | 7-06   |
| 217         | 7         | 217. díl                       | Ondřej Sokol | Richard Genzer Michal Suchánek | 23. října 2005     | 707       | 7-07   |
| 218         | 8         | 218. díl (Votvírák na všechno) | Ondřej Sokol | Richard Genzer Michal Suchánek | 30. října 2005     | 708       | 7-08   |
| 219         | 9         | 219. díl                       | Ondřej Sokol | Richard Genzer Michal Suchánek | 6. listopadu 2005  | 709       | 7-09   |
| 220         | 10        | 220. díl                       | Ondřej Sokol | Richard Genzer Michal Suchánek | 13. listopadu 2005 | 710       | 7-10   |
| 221         | 11        | 221. díl                       | Ondřej Sokol | Richard Genzer Michal Suchánek | 20. listopadu 2005 | 711       | 7-11   |
| 222         | 12        | 222. díl                       | Ondřej Sokol | Richard Genzer Michal Suchánek | 27. listopadu 2005 | 712       | 7-12   |
| 223         | 13        | 223. díl                       | Ondřej Sokol | Richard Genzer Michal Suchánek | 4. prosince 2005   | 713       | 7-13   |
| 224         | 14        | 224. díl                       | Ondřej Sokol | Richard Genzer Michal Suchánek | 11. prosince 2005  | 714       | 7-14   |
| 225         | 15        | 225. díl                       | Ondřej Sokol | Richard Genzer Michal Suchánek | 18. prosince 2005  | 715       | 7-15   |

### Osmá řada (2006–2007)
| Č. v pořadu | Č. v řadě | Název                                        | Režie        | Scénář                         | Premiéra           | Prod. kód | Pořadí |
| ----------- | --------- | -------------------------------------------- | ------------ | ------------------------------ | ------------------ | --------- | ------ |
| 226         | 1         | 226. díl                                     | Zdeněk Suchý | Richard Genzer Michal Suchánek | 7. září 2006       | 801       | 8-01   |
| 227         | 2         | 227. díl                                     | Zdeněk Suchý | Richard Genzer Michal Suchánek | 14. září 2006      | 802       | 8-02   |
| 228         | 3         | 228. díl                                     | Zdeněk Suchý | Richard Genzer Michal Suchánek | 21. září 2006      | 803       | 8-03   |
| 229         | 4         | 229. díl                                     | Zdeněk Suchý | Richard Genzer Michal Suchánek | 28. září 2006      | 804       | 8-04   |
| 230         | 5         | 230. díl                                     | Zdeněk Suchý | Richard Genzer Michal Suchánek | 5. října 2006      | 805       | 8-05   |
| 231         | 6         | 231. díl                                     | Zdeněk Suchý | Richard Genzer Michal Suchánek | 12. října 2006     | 806       | 8-06   |
| 232         | 7         | 232. díl                                     | Zdeněk Suchý | Richard Genzer Michal Suchánek | 19. října 2006     | 807       | 8-07   |
| 233         | 8         | 233. díl                                     | Zdeněk Suchý | Richard Genzer Michal Suchánek | 26. října 2006     | 808       | 8-08   |
| 234         | 9         | 234. díl                                     | Zdeněk Suchý | Richard Genzer Michal Suchánek | 2. listopadu 2006  | 809       | 8-09   |
| 235         | 10        | 235. díl                                     | Zdeněk Suchý | Richard Genzer Michal Suchánek | 9. listopadu 2006  | 810       | 8-10   |
| 236         | 11        | 236. díl                                     | Zdeněk Suchý | Richard Genzer Michal Suchánek | 16. listopadu 2006 | 811       | 8-11   |
| 237         | 12        | 237. díl                                     | Zdeněk Suchý | Richard Genzer Michal Suchánek | 23. listopadu 2006 | 812       | 8-12   |
| 238         | 13        | 238. díl                                     | Zdeněk Suchý | Richard Genzer Michal Suchánek | 30. listopadu 2006 | 813       | 8-13   |
| 239         | 14        | 239. díl                                     | Zdeněk Suchý | Richard Genzer Michal Suchánek | 7. prosince 2006   | 814       | 8-14   |
| 240         | 15        | 240. díl                                     | Zdeněk Suchý | Richard Genzer Michal Suchánek | 14. prosince 2006  | 815       | 8-15   |
| 241         | 16        | 241. díl (Vánoční speciál)                   | Zdeněk Suchý | Richard Genzer Michal Suchánek | 21. prosince 2006  | 816       | 8-16   |
| 242         | 17        | 242. díl (Vzpomínky na prvních 7 let pořadu) | Zdeněk Suchý | Richard Genzer Michal Suchánek | 4. ledna 2007      | 817       | 8-17   |
| 243         | 18        | 243. díl                                     | Zdeněk Suchý | Richard Genzer Michal Suchánek | 11. ledna 2007     | 818       | 8-18   |
| 244         | 19        | 244. díl (Sportovní speciál)                 | Zdeněk Suchý | Richard Genzer Michal Suchánek | 18. ledna 2007     | 819       | 8-19   |
| 245         | 20        | 245. díl                                     | Zdeněk Suchý | Richard Genzer Michal Suchánek | 25. ledna 2007     | 820       | 8-20   |
| 246         | 21        | 246. díl                                     | Zdeněk Suchý | Richard Genzer Michal Suchánek | 1. února 2007      | 821       | 8-21   |
| 247         | 22        | 247. díl                                     | Zdeněk Suchý | Richard Genzer Michal Suchánek | 8. února 2007      | 822       | 8-22   |
| 248         | 23        | 248. díl                                     | Zdeněk Suchý | Richard Genzer Michal Suchánek | 15. února 2007     | 823       | 8-23   |
| 249         | 24        | 249. díl (Poslední díl s Josefem Cardou      | Zdeněk Suchý | Richard Genzer Michal Suchánek | 22. února 2007     | 824       | 8-24   |
| 250         | 25        | 250. díl (První díl s Pavlem Kikinčukem)     | Zdeněk Suchý | Richard Genzer Michal Suchánek | 1. března 2007     | 825       | 8-25   |
| 251         | 26        | 251. díl                                     | Zdeněk Suchý | Richard Genzer Michal Suchánek | 8. března 2007     | 826       | 8-26   |
| 252         | 27        | 252. díl                                     | Zdeněk Suchý | Richard Genzer Michal Suchánek | 15. března 2007    | 827       | 8-27   |
| 253         | 28        | 253. díl                                     | Zdeněk Suchý | Richard Genzer Michal Suchánek | 22. března 2007    | 828       | 8-28   |
| 254         | 29        | 253. díl                                     | Zdeněk Suchý | Richard Genzer Michal Suchánek | 29. března 2007    | 829       | 8-29   |
| 255         | 30        | 254. díl                                     | Zdeněk Suchý | Richard Genzer Michal Suchánek | 5. dubna 2007      | 830       | 8-30   |
| 256         | 31        | 255. díl                                     | Zdeněk Suchý | Richard Genzer Michal Suchánek | 12. dubna 2007     | 831       | 8-31   |
| 257         | 32        | 257. díl                                     | Zdeněk Suchý | Richard Genzer Michal Suchánek | 19. dubna 2007     | 832       | 8-32   |
| 258         | 33        | 257. díl                                     | Zdeněk Suchý | Richard Genzer Michal Suchánek | 26. dubna 2007     | 833       | 8-33   |
| 259         | 34        | 259. díl                                     | Zdeněk Suchý | Richard Genzer Michal Suchánek | 3. května 2007     | 834       | 8-34   |
| 260         | 35        | 260. díl                                     | Zdeněk Suchý | Richard Genzer Michal Suchánek | 10. května 2007    | 835       | 8-35   |
| 261         | 36        | 261. díl                                     | Zdeněk Suchý | Richard Genzer Michal Suchánek | 17. května 2007    | 836       | 8-36   |
| 262         | 37        | 262. díl                                     | Zdeněk Suchý | Richard Genzer Michal Suchánek | 24. května 2007    | 837       | 8-37   |
| 263         | 38        | 263. díl                                     | Zdeněk Suchý | Richard Genzer Michal Suchánek | 31. května 2007    | 838       | 8-38   |
| 264         | 39        | 264. díl                                     | Zdeněk Suchý | Richard Genzer Michal Suchánek | 7. června 2007     | 839       | 8-39   |
| 265         | 40        | 265. díl                                     | Zdeněk Suchý | Richard Genzer Michal Suchánek | 14. června 2007    | 840       | 8-40   |
| 266         | 41        | 266. díl                                     | Zdeněk Suchý | Richard Genzer Michal Suchánek | 21. června 2007    | 841       | 8-41   |
| 267         | 42        | 267. díl (Poslední díl pořadu)               | Zdeněk Suchý | Richard Genzer Michal Suchánek | 28. června 2007    | 842       | 8-42   |